# Franc Zupančič
Franc Zupančič, slovenski gradbeni inženir, podjetnik in pilot, * 14. december 1886, Rakovnik pri Šentrupertu, † 27. september 1953, Ljubljana.

## Življenje in delo
Zupančič je gimnazijo obiskoval v Ljubljani (1899–1905) in nato nadaljeval s študijem gradbeništva v Gradcu. Kot inženir se je zaposlil v Trstu (Betonbaufirma Janesch & Schnell) in projektiral po Krasu razne objekte od šol do mostov. Do 1914 je v Štivanu pri Trstu izdeloval letalske modele, med drugim (troživko) letalo zemlja-voda-zrak in brezmotorno letalo, s katerim je poskusil poleteti leta 1913 pri Sodražici. Ob začetku 1. svetovne vojne je bil mobiliziran, služil kot častnik pri pehoti, bil 1916 hudo ranjen in septembra premeščen k vojnemu letalstvu. Od oktobra 1916 je vodil gradbena dela pri povečanju letališča v Dunajskem Novem mestu. Konec 1917 je obiskoval pilotski tečaj in januarja 1918 opravil izpit za pilota. Po kapitulaciji Avstro-Ogrske 1918 se je pridružil letalski stotniji v Ljubljani in 1919 sodeloval v zračnih bojih za severno mejo. Kot izvidnik je najpogosteje letal s pilotom Vilkom Peterneljem, tako tudi na prvem bojnem poletu jugoslovanskega vojnega letalstva 12. januarja 1919. Bil je večkrat odlikovan. Po demobilizaciji je bil v Slovenj Gradcu direktor tovarne meril, nato je odšel v Ljubljano. Najprej se je zaposlil pri lesnem podjetju Lavrenčič, nato kupil žago Scagnetti, jo združil s podjetjem Lavrenčič in bil 1930–1948 lastnik parne žage Lavrenčič & Co. Leta 1941 je bil mobiliziran, sabotiral delo za okupatorja in zato zaprt. Po nacionalizaciji podjetja 1948 je bil v državni službi.
Zupančič je bil je zelo aktiven v zadružniškem gibanju, predsednik osrednje gospodarske zadruge Ekonom, konec 20-ih let 20. stoletja ljubljanski mestni odbornik, 5. maja 1935 izvoljen v krškem srezu za jugoslovanskega poslanca, odbornik in podpredsednik ljubljanskega Aerokluba. Zasluge ima za gradnjo lokalne železniške proge Šentjanž-Sevnica. Po vojni je bil izvedenec za lesno in gradbeno stroko. Pripravljal je knjigo o lesarstvu, vendar ni znano, kje je rokopis.